# 1. FC Kaiserslautern
1. FC Kaiserslautern, FCK, "Lautern", "die roten Teufel" ("de röda djävlarna"), är en fotbollsklubb i Kaiserslautern i Rheinland-Pfalz i Tyskland. Kaiserslautern är ett klassiskt lag i Bundesliga.  Kaiserslauterns störste spelare genom tiderna är världsmästaren Fritz Walter, som under hela sin karriär spelade för klubben. Kaiserslautern vann som nykomling Bundesliga 1998. 

## Historia

### 1950-talets storhetstid
FC Kaiserslautern var som störst under 1950-talet då klubben blev tyska mästare två gånger och var i ytterligare två mästerskapsfinaler. Klubben dominerade även i landslaget. När Västtyskland blev världsmästare 1954 stod fem man ur Kaiserslautern i den tyska segerelvan: Fritz Walter, Ottmar Walter, Werner Kohlmeyer, Werner Liebrich och Horst Eckel. Walter var kapten. Kaiserslauterns fem man i finallaget var länge rekord för en tysk klubb. FC Bayern München tangerade rekordet 1974 och slog det 2014 med sex spelare i startelvan jämte en inhoppare. 

### Framgångar på senare år
Kaiserslautern var ett stabilt Bundesligalag under 1960- och 1970-talet utan att blanda sig i toppstriden. Detta hade en viktig orsak i att delstaten Rheinland-Pfalz gynnades ekonomiskt av den amerikanska militären som hade sin huvudbas i Ramstein.
Den 20 oktober 1973 gjorde man en fantastisk vändning mot storlaget FC Bayern München. Efter 56 minuter ledde Bayern med 4–1 men Kaiserslautern lyckades göra hela sex mål på raken och vann med 7–4. I slutet av 1970-talet fick man på nytt fram landslagsspelare i Hans-Peter Briegel, Klaus Toppmöller och senare Andreas Brehme. I början av 80-talet förbättrade klubben sin placeringar i ligan och var strax bakom den absoluta toppen. Den 17 mars 1982 vann man i UEFA-cupens kvartsfinal en hemmamatch mot Real Madrid med 5–0. I bortamatchen hade det blivit 1–3 men hemma var laget överlägset. Kaiserslautern ledde redan med 2–0 efter 17 minuter. Målet vaktades av svenske Ronnie Hellström. I semifinalen blev det respass mot IFK Göteborg. 

### Två mästartitlar på 90-talet

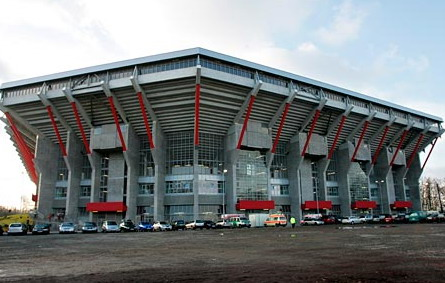
Fritz-Walter-Stadion.

Kaiserslautern återkomst på den tyska fotbollstronen skulle komma under 1990-talet då man för första gången sedan 50-talet blev mästare och dessutom vann DFB-pokal. Lagets stora stjärna var anfallaren Stefan Kuntz. Framgångarna förbyttes mot nedflyttning 1996 – för första gången i klubbens historia. Sejouren blev bara ettåring i 2. Bundesliga och sensationen var ett faktum när klubben som "nykomlingar" tog hem Bundesliga den kommande säsongen 1998. Mannen bakom det hela var Otto Rehhagel som 2004 skulle överraska fotbollsvärlden genom att föra Greklands herrlandslag i fotboll till EM-guld. 1. FC Kaiserslautern spelade följande säsong i UEFA Champions League för första gången.

### 1. FC Kaiserslautern efter 1998
Åren efter 1998 kännetecknades av ekonomiska problem som hade sin orsak i att klubben efter mästartiteln trodde att man var redo att konkurrera med storklubbarna i Tyskland. Därför köptes dyra spelare som Youri Djorkaeff och även gamla stjärnor som Mario Basler lockades med mycket pengar till Betzenberg, dock kunde dessa spelare inte infria förhoppningarna, vilket ledde till en stadig nedgång som slutade med nedflyttning till tredje ligan säsongen 2018/19. Därtill fick FCK denna säsong akuta ekonomiska problem när det blev känt att klubben behövde 12 miljoner Euro fram till mars 2019 för att kunna säkra licensen för att kunna fortsätta i tredje ligan.
Det har dock även funnits ljuspunkter på 2000-talet, t.ex. var Kaiserslautern en av VM-städerna under VM i fotboll i Tyskland 2006. Dock har problemet varit att fotbollsarenan Betzenberg expanderade till knappt 50 000 platser vilket innebar en hyra på drygt tre miljoner €. Klubbens nedflyttning 2006 och spel i andra Bundesliga fram till 2010 betydde att den höga hyran blev en belastning för klubben. 2010–2012 spelade "Die roten Teufel" återigen i Bundesliga och efter nedflyttningen lyckades laget att vara nära uppflyttning men sedan 2016 hade klubben inte längre råd att tävla om de första tre platserna i andra Bundesliga. Staden Kaiserslautern har sänkt hyran för arenan flera gånger om vilket dock inte har löst föreningens ekonomiska problem.
Journalisten Sebastian Zobel (verksam på regionala tevekanalen Südwestdeutscher Rundfunk) ser en av orsakerna till Kaiserslauterns problem också i att staden har plågats av en avindustrialisering vilket har inneburit att många regionala företag har gått i konkurs eller flyttat delar av sin verksamhet (som t.ex. symaskintillverkaren Pfaff) vilket har lett till stigande arbetslöshet. Därmed har staden begränsade finansiella resurser för att hjälpa klubben, även om det samtidigt finns en växande IT-verksamhet i staden som kan göra klubben attraktiv för nya sponsorer.
Det värsta tänkbara scenariot är att klubben går i konkurs, ett möjligt alternativ är dock att man lyckas börja om i Regionalliga (division 4) eller Oberliga (division 5).
Säsongen 2017/2018 i 2. Bundesliga blev ett av de tyngsta nederlagen i klubbens historia. Man slutade sist på en 18.e plats i ligan och blev degraderad till tyska tredjedivisionen, 3. Liga, för första gången i klubbens historia. 
Första säsongen i 3. Liga slutade Kaiserslautern på 9:e plats, dock hade man i hemmapremiären mot TSV 1860 München den uppmärksammade publiksiffran 41 324 åskådare. En match som slutade 1–0 till hemmalaget.
I inledningen på andra säsongen i 3. Liga lyckades man ta 9 poäng på de inledande 7 matcherna, ett resultat som klubbledningen inte var nöjda över. 1–6-förlusten i omgång 9 mot SV Meppen resulterade i att klubben den 16 september 2019 beslutade att låta tränaren Sascha Hildmann gå. Det var klubbens sjätte tränare på blott två år.
Säsongen 2023/2024 nådde klubben finalen i tyska cupen, trots spel i 2. Bundesliga, men förlorade finalen med 1-0 mot Bayer Leverkusen.

## Meriter
- Tyska mästare: 1951, 1953, 1991, 1998
- Tyska cupmästare: 1990, 1996
- Ligacupmästare: 1993
- Tyska supercupmästare: 1991

## Spelartrupp
Uppdaterad: 13 juli 2021
| Nr | Land                    | Pos | Namn                                     |
| -- | ----------------------- | --- | ---------------------------------------- |
| 1  | Bosnien och Hercegovina | MV  | Avdo Spahić                              |
| 2  | Tyskland                | F   | Boris Tomiak                             |
| 3  | Tyskland                | F   | Marvin Senger (lån från FC St. Pauli)    |
| 4  | Tyskland                | F   | Alexander Winkler                        |
| 5  | Tyskland                | F   | Kevin Kraus                              |
| 6  | Turkiet                 | MF  | Hikmet Çiftçi                            |
| 7  | Tyskland                | MF  | Marlon Ritter                            |
| 8  | Tyskland                | F   | Jean Zimmer (lagkapten)                  |
| 9  | Tyskland                | MF  | René Klingenburg                         |
| 10 | Tyskland                | MF  | Nicolas Sessa (lån från 1899 Hoffenheim) |
| 11 | Tyskland                | MF  | Kenny Prince Redondo                     |
| 14 | Tyskland                | A   | Lucas Röser                              |
| 16 | Tyskland                | MF  | Julian Niehues                           |
| 19 | Tyskland                | A   | Daniel Hanslik                           |
| 20 | Tyskland                | F   | Dominik Schad                            |

| Nr | Land     | Pos | Namn                               |
| -- | -------- | --- | ---------------------------------- |
| 21 | Tyskland | MF  | Hendrick Zuck                      |
| 22 | Tyskland | A   | Marius Kleinsorge                  |
| 23 | Tyskland | F   | Philipp Hercher                    |
| 24 | Tyskland | F   | Felix Götze (lån från FC Augsburg) |
| 27 | Tyskland | MF  | Anil Gözütok                       |
| 28 | Tyskland | MF  | Mike Wunderlich                    |
| 30 | Tyskland | F   | Leon Hotopp                        |
| 31 | Tyskland | MV  | Lorenz Otto                        |
| 32 | Tyskland | A   | Elias Huth                         |
| 33 | Litauen  | A   | Lukas Spalvis                      |
| 36 | Tyskland | MF  | Anas Bakhat                        |
| 38 | Tyskland | F   | Neal Gibs                          |
| 40 | Tyskland | MV  | Matheo Raab                        |
| –  | Turkiet  | A   | Muhammed Kiprit                    |
| –  | Tyskland | MF  | Mohamed Morabet                    |

## Kända spelare
- Fritz Walter
- Ottmar Walter
- Werner Kohlmeyer
- Werner Liebrich
- Horst Eckel
- Ronnie Hellström
- Benny Wendt
- Roland Sandberg
- Klaus Toppmöller
- Hans-Peter Briegel
- Andreas Brehme
- Stefan Kuntz
- Jan Eriksson
- Miroslav Klose
- Torbjörn Nilsson

## Svenska spelare
- Jan Eriksson
- Ronnie Hellström
- Benno Magnusson
- Torbjörn Nilsson
- Jörgen Pettersson
- Björn Runström
- Roland Sandberg
- Benny Wendt (1 juli 1977–1 juli 1981)
- Sebastian Andersson (31 augusti 2017–1 juli 2018)

## Tränare
| Namn                     | Tid som tränare   | Tid som tränare   |
| Namn                     | Från              | Till              |
| ------------------------ | ----------------- | ----------------- |
| Hans Werner              | 1929              | 1929              |
| Otto Schwab              | 1929              | 1934              |
| Karl Berndt              | 1934              | 1936              |
| Alexander Thury          | 1936              | 1937              |
| Max Eheberg              | 1937              | 1938              |
| Karl Berndt              | 1938              | 1944              |
| Fritz Walter             | 1945              | 1949              |
| Kuno Krügel              | 1949              | 30 juni 1950      |
| Richard Schneider        | 1 juli 1950       | 30 juni 1961      |
| Günter Brocker           | 1 juli 1961       | 27 februari 1965  |
| Werner Liebrich          | 28 februari 1965  | 30 juni 1965      |
| Gyula Lóránt             | 1 juli 1965       | 30 juni 1967      |
| Otto Knefler             | 1 juli 1967       | 4 mars 1968       |
| Egon Piechaczek          | 5 mars 1968       | 6 maj 1969        |
| Dietrich Weise           | 7 maj 1969        | 30 juni 1969      |
| Gyula Lóránt             | 1 juli 1969       | 9 mars 1971       |
| Dietrich Weise           | 11 mars 1971      | 30 juni 1973      |
| Erich Ribbeck            | 1 juli 1973       | 30 juni 1978      |
| Karl-Heinz Feldkamp      | 1 juli 1978       | 30 juni 1982      |
| Rudolf Kröner            | 1 juli 1982       | 21 mars 1983      |
| Ernst Diehl              | 22 mars 1983      | 30 juni 1983      |
| Dietrich Weise           | 1 juli 1983       | 26 oktober 1983   |
| Ernst Diehl              | 27 oktober 1983   | 1 november 1983   |
| Manfred Krafft           | 2 november 1983   | 30 juni 1985      |
| Hannes Bongartz          | 1 juli 1985       | 11 november 1987  |
| Josef Stabel             | 12 november 1987  | 30 juni 1989      |
| Gerd Roggensack          | 1 juli 1989       | 25 februari 1990  |
| Karl-Heinz Feldkamp      | 28 februari 1990  | 30 juni 1992      |
| Rainer Zobel             | 1 juli 1992       | 7 juni 1993       |
| Friedel Rausch           | 1 juli 1993       | 23 mars 1996      |
| Eckhard Krautzun         | 27 mars 1996      | 19 juli 1996      |
| Otto Rehhagel            | 19 juli 1996      | 1 oktober 2000    |
| Andreas Brehme           | 2 oktober 2000    | 25 augusti 2002   |
| Karl-Heinz Emig          | 26 augusti 2002   | 3 september 2002  |
| Eric Gerets              | 4 september 2002  | 2 februari 2004   |
| Kurt Jara                | 3 februari 2004   | 6 april 2005      |
| Hans Werner Moser        | 7 april 2005      | 30 juni 2005      |
| Michael Henke            | 1 juli 2005       | 19 november 2005  |
| Wolfgang Wolf            | 21 november 2005  | 11 april 2007     |
| Wolfgang Funkel          | 11 april 2007     | 27 juni 2007      |
| Kjetil Rekdal            | 28 juni 2007      | 9 februari 2008   |
| Milan Šašić              | 13 februari 2008  | 4 maj 2009        |
| Alois Schwartz           | 4 maj 2009        | 17 juni 2009      |
| Marco Kurz               | 18 juni 2009      | 20 mars 2012      |
| Krasimir Balakov         | 22 mars 2012      | 18 maj 2012       |
| Franco Foda              | 1 juli 2012       | 29 augusti 2013   |
| Oliver Schäfer           | 29 augusti 2013   | 16 september 2013 |
| Kosta Runjaic            | 16 september 2013 | 23 september 2015 |
| Konrad Fünfstück         | 23 september 2015 | 20 maj 2016       |
| Tayfun Korkut            | 15 juni 2016      | 27 december 2016  |
| Norbert Meier            | 3 januari 2017    | 20 september 2017 |
| Manfred Paula            | 20 september 2017 | 27 september 2017 |
| Jeff Strasser            | 27 september 2017 | 24 januari 2018   |
| Hans Werner Moser        | 26 januari 2018   | 31 januari 2018   |
| Michael Frontzeck        | 1 februari 2018   | 1 december 2018   |
| Sascha Hildmann          | 6 december 2018   | 16 september 2019 |
| Boris Schommers          | 19 september 2019 | 29 september 2020 |
| Jeff Saibene             | 2 oktober 2020    | 30 januari 2021   |
| Marco Antwerpen          | 1 februari 2021   | 10 maj 2022       |
| Dirk Schuster            | 11 maj 2022       | 30 november 2023  |
| Oliver Schäfer (interim) | 30 november 2023  | 2 december 2023   |
| Dimitrios Grammozis      | 3 december 2023   | 14 februari 2024  |
| Friedhelm Funkel         | 14 februari 2024  |                   |